# Историческая наука в России
Исторической тематикой в постсоветской России заняты несколько десятков институтов, включая академические, образовательные, исследовательские — как имеющие университетский масштаб, так и узкоспециальные, в том числе учреждённые при отдельных ведомствах. Стержневую конструкцию в российской исторической науке составляют академические институты.
Важную роль в развитии исторической науки в РФ играют ведущие институты РАН, включая Институт всеобщей истории, Институт российской истории, Институт археологии, Институт этнологии и антропологии, Институт востоковедения, Институт славяноведения и др. Значимую функцию в рамках исторической науки выполняют периодические исторические издания, которые актуализируют историографические изыскания («Вопросы истории», «Новая и новейшая история», «Отечественная история», «Славяноведение», «Российская археология», «Этнографическое обозрение», «Востоковедение», «Вестник Древней истории» и др.). Развитие исторической науки также обеспечивает система архивов. Значительный вклад в накопление, хранение и обработку исторических источников вносят исторические музеи.
Внимание российских историков акцентировалось прежде всего на изучении российской истории, в результате чего сформировались направления историография истории России (русская историография, историография России), позднее историография истории СССР. В российской научной традиции предмет историографии примыкает к историческому источниковедению. Преодоление монополии марксистской методологии в исторической науке способствовало развитию историографии.

## Организация
В 1930-е годы имелся один центр изучения прошлого — Институт истории АН СССР. В 1968 году на его базе были организованы два научных учреждения — Институт всеобщей истории и Институт истории СССР, после 1991 года получивший название Институт российской истории РАН.
В структуре Российской академии наук действуют три отделения гуманитарного характера, изучающие различные аспекты истории: отделения общественных наук, глобальных проблем и международных отношений, историко-философских наук. В их составе работают секции экономики, философии, политологии, социологии, психологии, права, глобальных проблем, международных отношений, истории, языка и литературы. Так, в Отделение историко-филологических наук, в первую очередь секция истории, разрабатывают и координируют изучение проблем всемирной и российской истории. Эту работу отделение ведёт совместно с институтами истории Санкт-Петербурга, а также с учреждениями аналогичного профиля Уральского, Сибирского и Дальневосточного отделений РАН. Профильные институты отделений РАН имеют собственные центры истории. Часто эти центры изучают также вопросы философии и филологии.
Институт российской истории РАН стал ведущим научно-исследовательским и экспертным центром России в сфере российской истории, изучая её фундаментальные проблемы с периода средневековой Руси до современности. ИРИ поддерживал научные связи с крупнейшими мировыми центрами, занимающимися изучением российской истории в таких странах, как Великобритания, США, Франция, Италия, Китай, Польша, Чехия, Нидерланды, Финляндия, страны СНГ.
В рамках Отделения историко-филологических наук РАН основным является Институт всеобщей истории РАН, ведущее российское учреждение по изучению всемирной истории. Одним из значимых направлений деятельности ИВИ были совместные исследования с учёными из стран СНГ, а также совместные разработки, проводимые с отдельными научными центрами, в том числе Германии и Франции.
Разными сторонами исторического процесса занимаются континентальные институтов РАН: Институт Европы, Институт США и Канады, Институт Латинской Америки, Институт Африки, Институт востоковедения, Институт Дальнего Востока. Кроме того, историческая тематика разрабатывается «глобальными» и «направленческими» институтами РАН — ИМЭМО, ИНИОН, ИИЕТ, ИСПИ, Институт социологии.
Помимо академических институтов исторические вопросы активно рассматривают образовательные учреждения и некоммерческие фонды. Вузы, прежде всего в МГУ (включая Институт стран Азии и Африки), РГГУ и МГИМО(У) отслеживают историческую тематику на профильных факультетах и в работе кафедр.
К середине 1990-х годов оформилась идея создания отдельного образовательного центра-вуза непосредственно в рамках РАН. Вначале был создан Российский центр гуманитарного образования, который стал Государственным академическим университетом гуманитарных наук (ГАУГН), включающим девять факультетов. Новые факультеты создавались, как правило, по инициативе директоров профильных академических институтов: вуз фактически существует с опорой на отдельные институты РАН. По числу задействованных в преподавании учёных-исследователей ГАУГН занимает одно из первых мест в российской системе гуманитарного образования.

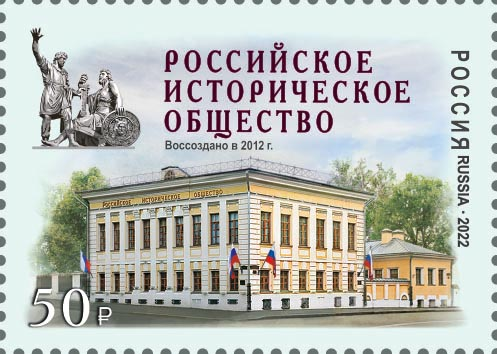
Марка России 2022 года, посвящённая Российскому историческому обществу, с изображением его эмблемы и зданий в Москве

В постсоветский период были созданы или восстановлены общественные исторические объединения, действовавшие столетие назад под высочайшим патронатом и ликвидированные после Октябрьской революции 1917 года. В нынешних объединениях участвуют учёные, политики, педагоги, деятели культуры. Малоэффективная, по мнению ряда экспертов, Комиссия по противодействию фальсификации истории в 2012 году стала основой для создания Российского исторического общества, инициированного около 30 организациями; председатель — спикер Госдумы Сергей Нарышкин. В число заявленных задач общества входят развитие исторической науки в России, поддержка просветительских проектов, содействие в возвращении в Россию исторических реликвий и ценностей, экспертная оценка учебников и учебных программ, выпуск ежегодных изданий. В декабре того же года организовано Российское военно-историческое общество (РВИО); председатель — Владимир Мединский. РВИО было создано в целях «консолидации сил государства и общества в изучении военно-исторического прошлого России, содействия изучению отечественной военной истории и противодействию попыткам ее искажения, популяризации достижений военно-исторической науки, воспитания патриотизма и поднятия престижа военной службы».

## Периодические издания
На основе исследовательской деятельности сотрудников ИВИ периодически выпускаются сборники — ежегодники, альманахи, «Вестники». Ежегодники издаются в том числе в двустороннем формате — с участием иностранных исследователей («Французский ежегодник», «Американский ежегодник»). Во временном срезе издаются «Вестник древней истории» (с 1937), «Новая и новейшая история» (1957). Около десятка изданий-серий начали выпускаться в постсоветский период, например, ежегодники «Социальная история», «Историческое пространство. Проблемы истории стран СНГ». Ведущим изданием российской историко-научной периодики по широте заявленных тем и временных периодов стал журнал ИВИ РАН «Новая и новейшая история», рассматриваемый как авторитетное издание по глубине освещения исторических событий и тенденций, темам историографии и источниковедения, анализу места, которая Россия занимает в мире.
Учредителем научного академического ежемесячного журнала «Вопросы истории» является не отдельный институт, но РАН в целом. Журнал имеет широкую тематику и высокий научный уровень публикаций.
Институт Европы РАН выпускает ежеквартальный журнал «Современная Европа»; Институт США и Канады РАН — журналы «США и Канада: экономика, политика, культура», «Россия и Америка в XXI веке»; Институт востоковедения РАН — более 10 периодических изданий и ежегодников; Институт Дальнего Востока РАН — журнал «Проблемы Дальнего Востока»; ИМЭМО РАН — журнал «Мировая экономика и международные отношения» и около 10 периодических изданий; ИНИОН РАН — журналы «Россия и современный мир», «Актуальные проблемы Европы», «Политическая наука»; ИИЕТ РАН — четыре периодических издания; ИСПИ РАН — журнал «Наука. Культура. Общество»; Институт социологии РАН — журнал «Социологические исследования».
Министерство обороны РФ выпускает «Военно-исторический журнал», освещающий такие вопросы, как российская и иностранная военная история, российская военная политика в истории, история военной науки и др. Институт военной истории МО РФ издает «Вестник военной истории».

## Тематика и тенденции

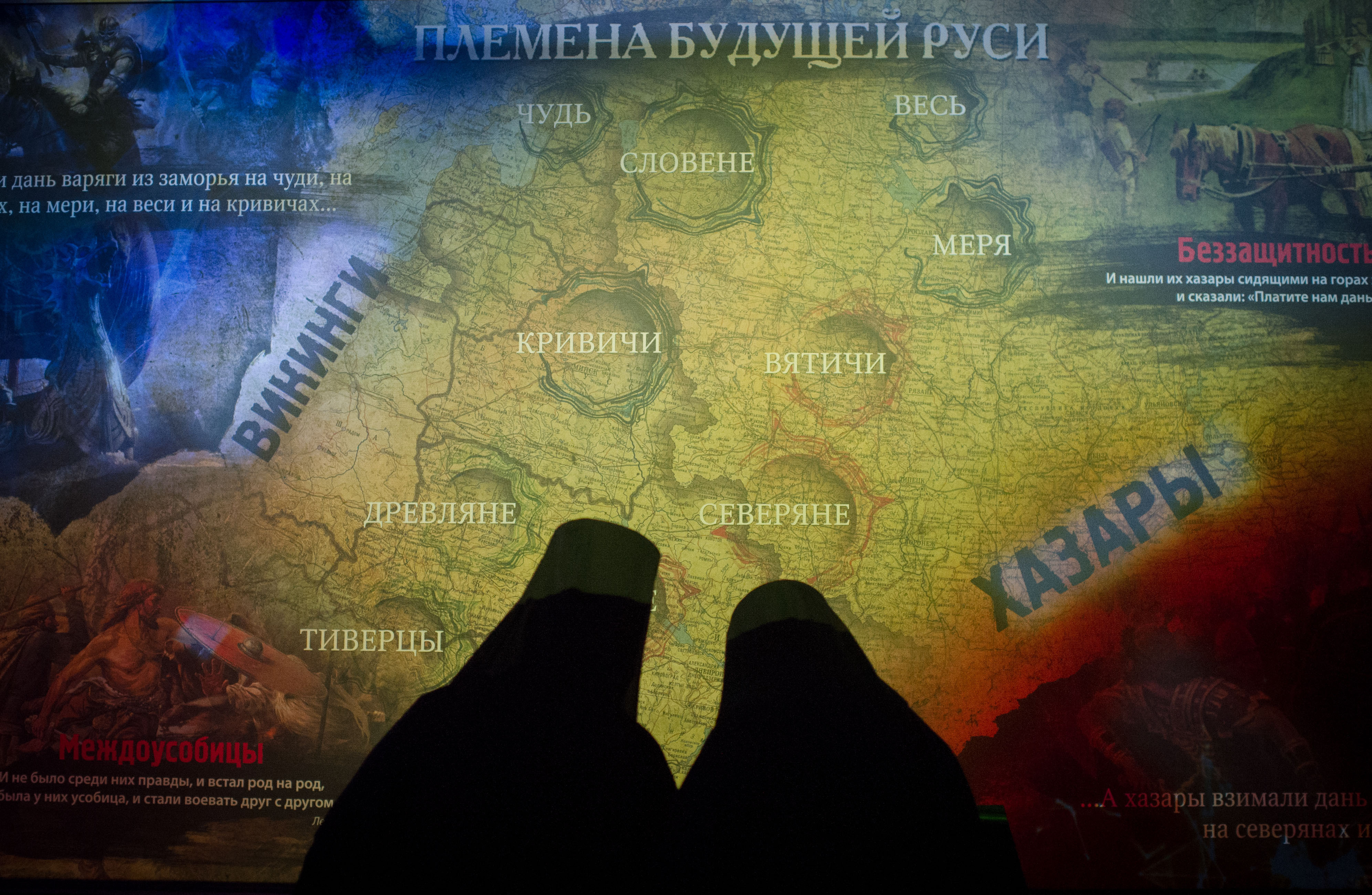
Открытие XIII выставки-форума «Православная Русь — ко Дню народного единства», 2014

Значительное место в исторических исследованиях российских учёных занимает тематика цивилизаций. Так, сотрудники ИВИ РАН подготовили девять объёмных сборников «Цивилизация». Значимым является выход первых совместных изданий ведущих российских академических институтов и вузов, многотомное исследование по теме всеобщей истории. В числе прочего, в пятом томе исследуется «Мир в XIX веке: на пути к индустриальной цивилизации» (2014). Заметным явлением стали работы сотрудников ИВИ, которые посвящены отдельным значимым датам, в том числе 1150-летию зарождения российской государственности, 150-летию отмены крепостного права в России, 70-летию начала Великой Отечественной войны.
История в России стала одной из площадок активных дискуссий, которые касаются вопросов развития цивилизаций, смены общественных формаций, исторического прошлого и его оценок, изменений в отдельных странах и в целом в мире. Активно работали двусторонние комиссии историков России и Польши, России и стран Балтии, однако затем произошло постепенное размежевание. Академик А. Б. Давидсона (2015) отмечал резкую политизацию истории, которая, по его мнению связана с рядом факторов, включая общую глобализацию, повышением образованности, вследствие чего растёт интерес к истории, повсеместно растущее представление об окончании прежнего мирового устройства. Академик А. М. Васильев, специалист по странам Африки, отметил другой фактор внимания к истории, связанный с распадом Советского Союза, административные границы которого стали международными. Основным полем противоборства в исторической политике является массовое историческое сознание с его образами исторического прошлого. Историческая политика направлена на формирование «правильных» образов прошлого у подрастающих поколений россиян.
По мнению А. И. Миллера, историческая политика в России в начале первого десятилетия XXI века развивалась менее интенсивно, чем в соседних восточноевропейских странах, но в середине этого десятилетия проявились серьёзные признаки её активизации: выход так называемого «учебника Филиппова»; создание Комиссии по противодействию попыткам фальсификации истории в ущерб интересам России (упразднена в 2012 году); попытки инициировать выявление «фальсификаторов» в среде профессиональных историков; создание таких фондов, как «Историческая память» под руководством Александра Дюкова. Предметом интереса учёных, педагогов и других деятелей стал вопрос о подготовке единого учебника истории для средних школ.
После Второй мировой войны сформировался так называемый «нюрнбергский консенсус», согласно которому «основная вина и ответственность за беспримерное зло, олицетворением которого служит Холокост, лежит на нацистской Германии, которую разгромил союз стран разных, но единых в стремлении защитить ценности гуманизма» В новейший период в западных странах «нюрнбергский консенсус» был вытеснен нарративом о существовании двух тоталитаризмов, нацистского и коммунистического, которые в равной степени ответственны за все преступления во время Второй мировой войны. В рамках этого подхода Россия как наследник СССР рассматривается не в качестве ведущей силы в борьбе с нацизмом, а как его пособник по развязыванию войны. Российское руководство продолжает отстаивать основные черты «нюрнбергского консенсуса» на международном уровне и во внутренней политике. Отчасти затенённая ранее «полифония памятей» трансформируется в войну памяти.
В российской историографии период IX—XI веков традиционно рассматривается как эпоха «Древнерусского государства». Учебная литература и исторические карты могут приводить указания на точные до года хронологические рамки существования этого государства, например, «882—1132». В России 2012 год был объявлен Годом российской истории и связан в том числе с юбилеем 1150-летия российской государственности, привязанным к 862 году. В числе юбилейных мероприятий прошла Международная научная конференция «Российская государственность: опыт 1150-летней истории» (4—5 декабря 2012 года в Москве; участниками были учёные из России, Украины, Франции, Италии, Великобритании и США). Организаторами конференции выступили Институт российской истории РАН и РАНХиГС. В то же время дата 862 года является символической.
В отличие от советского, постсоветский официальный исторический нарратив рассматривает Рюрика как достоверную историческую фигуру. На его происхождении, однако, внимание обычно не акцентируется, а когда вопрос обозначается, то скандинавская принадлежность в той или иной мере подвергается сомнению или оспаривается. Так, академическими учёными высказывалось мнение, что Рюрик был «наполовину славянин, наполовину скандинав». Рюрик был выбран в качестве нового символического основателя российской государственности. Архаизирующая историография связана со взятой некоторыми представителями академической среды линией на идею укрепления власти и представления об автохтонности. Воспринимаются понятные идеи «возникновения российской государственности» без детальных историографических экскурсов; варяжская легенда проста и понятна. Эта тенденция происходит на фоне ярко развивающегося научного изучения ранней Руси. Наиболее важным связанным с Рюриком «местом памяти» является Старая Ладога. В 1997 году «староладожский миф» был закреплён статьёй Г. С. Лебедева и затем воспроизводился в работах А. Н. Кирпичникова (2002) и Д. А. Мачинского (2003). Таким образом в поздне- и постсоветской историографии сформировалась идея возрождения Рюрика как «основателя Руси», которая «пошла из Ладоги». Летом 2003 года проведено официальное празднование «1250-летия Старой Ладоги — древней столицы Руси».
Историк Юрий Петров, директор Института российской истории РАН, писал, что идеи российской государственности «появились одновременно с возникновением Древнерусского государства; они отражали реальный политический процесс складывания единого Российского государства, обосновывали необходимость борьбы с иноземными захватчиками, восстанавливали государство после войн и смут». По его утверждению, «перед современной Россией стоят задачи не отрицания и преодоления наследия имперского или советского прошлого… а осознания неразрывности и преемственности развития страны».
За пределами России, включая бывшие советские республики, Россия как имперского, так и советского периода, может рассматриваться в качестве колониальной державы, в имперских интересах эксплуатировавшей ресурсы национальных регионов и препятствовавшей развитию государственности и культуры местных народов. Большинство российских историков отрицают такую точку зрения, указывая на отличия России от классических «морских» колониальных империй Запада, и утверждая, что отношения между центром и регионами строились иначе, чем отношения между метрополией и колониями.
Идентичность постсоветских российских историков не образует единого научного сообщества, что, однако составляет современную мировую тенденцию. В то же время в значительной степени это явление стало результатом центробежных течений в рамках закрытого марксистского сообщества и его последующей профессиональной фрагментации.
Язык советской историографии имел свойства обязательности и принудительности. В то же время эти избытки стиля скоро начали осознаваться самими историками, которые начали поиск баланса между авторским началом и общепринятым жаргоном. Однако это положение вещей повлияло на падение престижа исторической науки в 1990-е годы и, предположительно, продолжается в постсоветский период.

## Археология
В организационную структуру постсоветской российской археологии входят академические Институт археологии в Москве, Институт истории материальной культуры в Санкт-Петербурге, Институт археологии и этнографии в Новосибирске, Институт истории и археологии в Екатеринбурге, Институт истории, археологии и этнографии народов Дальнего Востока во Владивостоке. Отделы или институты археологии действуют в республиканских филиалах Российской академии наук и в республиканских академиях. Археологические исследования проводятся кафедрами археологии и археологическими лабораториями в МГУ, СПбГУ, университетами других городов, различными музеями, рядом других государственных и наделённых соответствующей лицензией учреждений. Задача предоставления права на проведение раскопок и других археологических работ и контроля за их качеством возложена на Отдел полевых исследований в Москве. Документ, удостоверяющий это право называется «Открытый лист».

## Изучение исторической науки
С конца 1980-х годов начался новый этап развития российской историографии, что было вызвано отказом от официальной советской линии, снятием запрета на изучение ряда тем и открытием доступа к до этого закрытым архивным фондам.
В число интересов российских учёных, изучающих историографию оказались включены российская историография, философско-историческая и социально-политическая мысль — спектр идейных течений, школ и направлений; научная школа в рамках исторической науке; деятельность и работа историков-эмигрантов и репрессированных учёных-историков; вопросы взаимодействия исторической науки с социально-политическим и идеологическим контекстами. Вышел ряд историографических сборников: «Россия в XX веке: историки мира спорят» (1994), «Исторические исследования в России: тенденции последних лет» (1996), «Россия в XX в.: судьбы исторической науки» (1996), «Историческая наука России в XX в.» (1997), «Историческая наука на рубеже веков» (2001), «Исторические исследования в России: семь лет спустя» (2003). Отмечаются первые попытки целостно описать крупные периоды в развитии исторической науки («Историография истории России до 1917 года», два тома, 2003; «Очерки истории отечественной исторической науки», 2005). Методологические и источниковедческие вопросы в своих работах изучали А. В. Антощенко, В. Ю. Афиани, Н. В. Иллерицкая, Б. Г. Могильницкий, М. П. Мохначёв, Г. П. Мягков, А. Н. Сахаров, С. В. Чирков, С. О. Шмидт. Предприняты попытки определения сути явления «советская историческая наука» (в коллективном труде исследователей РГГУ «Советская историография», 1996; в работе Н. Е. Копосова, Л. А. Сидоровой и др.), а также провести анализ процесса формирования концепции русской истории, который сложился в советской историографии.
В 1990—2000-е годах были вновь опубликованы историографические работы таких авторов, как К. Н. Бестужев-Рюмин, Г. В. Вернадский, Н. И. Кареев, М. О. Коялович, П. Н. Милюков. Отмечаются издания и переиздания работ, мемуаров, дневников, писем историков XIX—XX веков, таких как Н. П. Анциферов, А. Н. Афанасьев, И. Д. Беляев, М. М. Богословский, С. К. Богоявленский, С. Н. Валк, А. Д. Градовский, С. С. Дмитриев, Н. М. Дружинин, И. Е. Забелин, А. М. Зайончковский, Д. И. Иловайский, К. Д. Кавелин, Н. М. Карамзин, Н. И. Костомаров, А. С. Лаппо-Данилевский, М. К. Любавский, Н. П. Павлова-Сильванский, А. Е. Пресняков, А. Н. Пыпин, С. Ф. Платонов, Б. Н. Чичерин, А. А. Шахматов, С. Д. Шереметев, Е. Ф. Шмурло и др. Выпущены близкие к полным собрания сочинений историков В. О. Ключевского и С. М. Соловьёва.
Постсоветский период характеризуется существенной историографической рефлексией. Итоги подводились историками разных научных школ и направлений, благодаря чему был создан коллективный портрет историков России XX века («Историки России, XVIII — начало XX вв.», 1996; «Археологи уходящего века», 1999, автор А. Д. Пряхин; «Историки России. Послевоенное поколение», составитель Л. В. Максакова, 2000). Борьбу направлений в рамках исторической науки, которая вызвана различиями в мировоззрении учёных, историография во всё большей степени связывает с индивидуальным опытом историков, их биографиями и социальными позициями. Историографическое исследование всё чаще привлекает представления об индивидуальности и личности историка. Другим предметом изучения стали сообщество историков, его общность и противоречивости. Преобладает жанр биографий и автобиографий, однако сохраняется и проблемная историография. В историографии в России наблюдается стремление к синтезу российской и иностранной науки. Имеют место как модернизация марксистского метода, так и развитие цивилизационного, многофакторного и других исследовательских подходов. Много внимания изучению историографии уделяют академические институты и университеты Москвы и Санкт-Петербурга. Также действуют региональные научные центры в Томском, Казанском и ряде других университетов.